# Мільнів
Мільнів (пол. Mielnów) — розташоване на Закерзонні село в Польщі, у гміні Красичин Перемишльського повіту Підкарпатського воєводства.
Населення — 91 особа (2011).

## Географія
Село розташоване на відстані 4 кілометри на південний захід від центру гміни села Красичина, 11 кілометрів на захід від центру повіту міста Перемишля і 53 кілометри на південний схід від центру воєводства — міста Ряшіва.

## Історія
За королівською люстрацією 1589 р. село входило до складу Перемишльської землі Руського воєводства.
У 1880 р. Мільнів належав до Перемишльського повіту Королівства Галичини та Володимирії Австро-Угорської імперії, у селі було 170 жителів і 49 на землях фільварку (всі — греко-католики, за винятком 33 римо-католиків).
У 1939 році в селі проживало 310 мешканців, з них 260 українців-грекокатоликів, 45 українців-римокатоликів і 5 євреїв. Село входило до об’єднаної сільської ґміни Ольшани Перемишльського повіту Львівського воєводства.
Наприкінці вересня 1939 р. село зайняла Червона армія. 27.11.1939 постановою Президії Верховної Ради УРСР село у складі повіту включене до новоутвореної Дрогобицької області. В червні 1941, з початком Радянсько-німецької війни, село було окуповане німцями. В липні 1944 року радянські війська оволоділи селом, а в березні 1945 року село зі складу Дрогобицької області передано Польщі. Українців добровільно-примусово виселяли в СРСР. Решту українців у 1947 р. під етнічну чистку під час проведення Операції «Вісла» було депортовано на понімецькі землі у західній та північній частині польської держави. В село заселено поляків.
У 1975-1998 роках село належало до Перемишльського воєводства.

## Церква
У 1908 р. на місці попередньої дерев’яної українці збудували муровану греко-католицьку церкву Різдва Пр. Богородиці. До їх депортації була філіяльною церквою, яка належала до парафії Вільшани Перемиського деканату Перемишльської єпархії.

## Демографія
Демографічна структура станом на 31 березня 2011 року:
|          | Загалом | Допрацездатний вік | Працездатний вік | Постпрацездатний вік |
| -------- | ------- | ------------------ | ---------------- | -------------------- |
| Чоловіки | 47      | 11                 | 31               | 5                    |
| Жінки    | 44      | 11                 | 22               | 11                   |
| Разом    | 91      | 22                 | 53               | 16                   |